# Pilea cushiensis
Pilea cushiensis är en nässelväxtart som beskrevs av Ellsworth Paine Killip. Pilea cushiensis ingår i släktet pileor, och familjen nässelväxter. Inga underarter finns listade i Catalogue of Life.